# André Tronchon
Pour les articles homonymes, voir Tronchon.
André Tronchon, né le 28 octobre 1781 à Bouillancy (Oise) et mort le 5 décembre 1846 à Puisieux (Seine-et-Marne), est un homme politique français.

## Biographie
André Tronchon naît le 28 octobre 1781 à Bouillancy. Il est le fils de l'avocat et député Nicolas Charles Tronchon, et de son épouse, Marguerite Charlotte Suzanne Prévost.
André Tronchon succède à son père après le décès de celui-ci, en 1828, comme député de l'Oise. Monarchiste libéral, il signe l'adresse des 221 et est réélu après la Révolution de Juillet.
Député sans discontinuer de 1830 à 1837, il siège dans la majorité.
Battu aux élections de 1837, il abandonne la vie politique.
Il meurt le 5 décembre 1846 à Puisieux. 

## Sources
- « André Tronchon », dans Adolphe Robert et Gaston Cougny, Dictionnaire des parlementaires français, Edgar Bourloton, 1889-1891 [détail de l’édition]